# Superescalar
Superescalar es el término utilizado para designar un tipo de microarquitectura de procesador capaz de ejecutar más de una instrucción por ciclo de reloj. El término se emplea por oposición a la microarquitectura escalar que sólo es capaz de ejecutar una instrucción por ciclo de reloj. En la clasificación de Flynn, un procesador (mononúcleo) escalar es un procesador de tipo SISD, en cambio un procesador (multinúcleo) superescalar es un procesador de tipo MIMD.

## Introducción
La microarquitectura superescalar utiliza el paralelismo de instrucciones además del paralelismo de flujo, este último gracias a la estructura en pipeline. La estructura típica de un procesador superescalar consta de un pipeline con las siguientes etapas:
- Lectura (fetch).
- Decodificación (decode).
- Lanzamiento (dispatch).
- Ejecución (execute).
- Escritura (writeback).
- Finalización (retirement).

En un procesador superescalar, el procesador maneja más de una instrucción en cada etapa. El número máximo de instrucciones en una etapa concreta del pipeline se denomina grado, así un procesador superescalar de grado 4 en lectura (fetch) es capaz de leer como máximo cuatro instrucciones por ciclo. El grado de la etapa de ejecución depende del número y del tipo de las unidades funcionales.
Un procesador superescalar suele tener unidades funcionales independientes de los tipos siguientes :
- Unidad aritmético lógica (ALU)
- Unidad de lectura/escritura en memoria (Load/Store Unit)
- Unidad de coma flotante (Floating Point Unit)
- Unidad de salto (Branch unit)

Un procesador superescalar es capaz de ejecutar más de una instrucción simultáneamente únicamente si las instrucciones no presentan algún tipo de dependencia (hazard). Los tipos de dependencia entre instrucciones son :
- Dependencia estructural, esta ocurre cuando dos instrucciones requieren el mismo tipo unidad funcional y su número no es suficiente.
- Dependencia de datos, esta ocurre cuando una instrucción necesita del resultado de otra instrucción para ejecutarse, por ejemplo R1<=R2+R3 y R4<=R1+5.
- Dependencia de escritura o falsa dependencia o nombre, esta ocurre cuando dos instrucciones necesitan escribir en la misma memoria, por ejemplo R1<=R2+R3 y R1<=R1+5.
- Dependencia de control, esta ocurre cuando una instrucción depende de una estructura de control y no se puede determinar el flujo correcto hasta la evaluación de la estructura de control, por ejemplo, if R1<R2 then R3<=R4+R5 else R6<=R7+5.

La detección y resolución de las dependencias entre instrucciones puede ser estática (durante la compilación) o dinámica, es decir, a medida que se ejecuta un programa, generalmente durante las etapas de codificación y lanzamiento de las instrucciones. 
La detección y resolución dinámica de las dependencias entre instrucciones suele realizarse mediante alguna variante del algoritmo de Tomasulo que permite la ejecución de instrucciones en un orden distinto al del programa también llamada ejecución en desorden. La eficacia de un procesador superescalar viene limitada por un lado por la dificultad en suministrar al procesador suficientes instrucciones que puedan ser ejecutadas en paralelo y por otro lado por las prestaciones de la jerarquía de memorias.
Si las instrucciones de salto son un problema para los procesadores con pipeline en general, en el caso de los procesadores superescalares, el problema se multiplica ya que un parón en el pipeline tiene consecuencias en un número mayor de instrucciones. Por esta razón, los fabricantes de procesadores recurren a técnicas de ejecución especulativa y diseñan algoritmos de predicción de saltos cada vez más sofisticados así como sistemas de almacenamiento de instrucciones por trazas (trace cachés).
Las arquitecturas superescalares adolecen de una estructura compleja y de un mal aprovechamiento de sus recursos debido en parte a la dificultad en encontrar suficientes instrucciones paralelizables. Una forma de obtener un mayor número de instrucciones paralelizables es aumentar la ventana de instrucciones, es decir el conjunto de instrucciones que la unidad de lanzamiento considera como candidatas a ser lanzadas en un momento dado.
Desafortunadamente la complejidad del procesador superescalar aumenta desproporcionadamente con respecto al tamaño de dicha ventana lo que se traduce por un ralentizamiento general del circuito. Otra forma de obtener más instrucciones paralelizables es manipulando instrucciones de más de un programa a la vez, lo que se conoce bajo el nombre de multitarea simultánea o multihilo simultáneo. 
Mientras las primeras CPUs superescalares disponían de dos ALUs y una sola FPU, un procesador moderno como el PowerPC 970 incluye cuatro ALUs y dos FPUs, además de dos unidades SIMD. Si el despachador no es eficiente haciendo trabajar lo máximo posible a estas unidades, el rendimiento global del procesador se verá mermado.

## Historia
La CDC 6600 de Seymour Cray, construida en 1965, es la primera arquitectura superescalar, siendo llevado el concepto a las microcomputadoras en las CPUs RISC. Esta posibilidad venía dada por la sencillez de los núcleos RISC, permitiendo meter más unidades de ejecución en un mismo chip. Esta fue una de las razones de la rapidez de los sistemas RISC frente a los más antiguos CISC durante las décadas de los 80 y los 90, pero a medida que los procesos de fabricación mejoraron y se pudieron meter más y más transistores en el mismo chip, hasta diseños complejos como el IA-32 pudieron ser superescalares.
La inmensa mayoría de las CPUs desarrolladas desde 1998 son superescalares. Llegados a un punto en que la mejora sustancial de la unidad de control y despachamiento parece imposible, ya no parece que los diseños superescalares puedan dar más de sí. Una de las posibles soluciones es trasladar la lógica de despachamiento desde el chip hasta el compilador, que puede invertir mucho más tiempo en tomar las mejores decisiones posibles, ya que no tiene que operar en tiempo real como tenía que hacer el hardware de despachamiento. Este es el principio básico de los procesadores VLIW (Very Long Instruction Word), donde el paralelismo es explicitado por el formato de instrucción, también conocidos como superescalares estáticos.